# Zimbabwe az 1992. évi nyári olimpiai játékokon
Zimbabwe a spanyolországi Barcelonában megrendezett 1992. évi nyári olimpiai játékok egyik részt vevő nemzete volt. Az országot az olimpián 6 sportágban 19 sportoló képviselte, akik érmet nem szereztek.

## Atlétika
Férfi
| Versenyző         | Versenyszám | Előfutam | Előfutam | Előfutam | Negyeddöntő | Negyeddöntő | Negyeddöntő | Elődöntő | Elődöntő | Elődöntő | Döntő   | Döntő    |
| Versenyző         | Versenyszám | Idő      | Hely.    | Össz.    | Idő         | Hely.       | Össz.       | Idő      | Hely.    | Össz.    | Idő     | Helyezés |
| ----------------- | ----------- | -------- | -------- | -------- | ----------- | ----------- | ----------- | -------- | -------- | -------- | ------- | -------- |
| Fabian Muyaba     | 100 m       | 10,84    | 6.       | 51.      | kiesett     | kiesett     | kiesett     | kiesett  | kiesett  | kiesett  | kiesett | kiesett  |
| Melford Homela    | 800 m       | 1:50,50  | 6.       | 38.      |             |             |             | kiesett  | kiesett  | kiesett  | kiesett | kiesett  |
| Philemon Harineki | 1500 m      | 3:37,65  | 2.       | 8.       |             |             |             | 3:38,09  | 10.      | 10.      | kiesett | kiesett  |
| Tendai Chimusasa  | 5000 m      | 13:50,16 | 7.       | 28.      |             |             |             |          |          |          | kiesett | kiesett  |
| Tendai Chimusasa  | 10 000 m    | 29:17,26 | 18.      | 31.      |             |             |             |          |          |          | kiesett | kiesett  |
| Cephas Matafi     | Maraton     |          |          |          |             |             |             |          |          |          | 2:26:17 | 58.      |

| Versenyző             | Versenyszám | Selejtező | Selejtező | Döntő    | Döntő    |
| Versenyző             | Versenyszám | Eredmény  | Helyezés  | Eredmény | Helyezés |
| --------------------- | ----------- | --------- | --------- | -------- | -------- |
| Ndabezinhle Mdhlongwa | Távolugrás  | 696 cm    | 43.       | kiesett  | kiesett  |
| Ndabezinhle Mdhlongwa | Hármasugrás | 15,96 m   | 31.       | kiesett  | kiesett  |

Női
| Versenyző  | Versenyszám | Előfutam | Előfutam | Előfutam | Negyeddöntő | Negyeddöntő | Negyeddöntő | Elődöntő | Elődöntő | Elődöntő | Döntő   | Döntő    |
| Versenyző  | Versenyszám | Idő      | Hely.    | Össz.    | Idő         | Hely.       | Össz.       | Idő      | Hely.    | Össz.    | Idő     | Helyezés |
| ---------- | ----------- | -------- | -------- | -------- | ----------- | ----------- | ----------- | -------- | -------- | -------- | ------- | -------- |
| Gaily Dube | 100 m       | 12,08    | 6.       | 42.      | kiesett     | kiesett     | kiesett     | kiesett  | kiesett  | kiesett  | kiesett | kiesett  |
| Gaily Dube | 200 m       | 24,15    | 6.       | 33.*     | kiesett     | kiesett     | kiesett     | kiesett  | kiesett  | kiesett  | kiesett | kiesett  |

* - egy másik versenyzővel azonos időt ért el

## Cselgáncs
Férfi
| Versenyző       | Versenyszám | Selejtező                      | 32-es főtábla                         | Nyolcaddöntő      | Negyeddöntő       | Elődöntő          | Vigaszág első kör | Vigaszág nyolcaddöntő | Vigaszág negyeddöntő | Vigaszág elődöntő | Bronz- mérkőzés   | Döntő             | Helyezés |
| Versenyző       | Versenyszám | Ellenfél Eredmény              | Ellenfél Eredmény                     | Ellenfél Eredmény | Ellenfél Eredmény | Ellenfél Eredmény | Ellenfél Eredmény | Ellenfél Eredmény     | Ellenfél Eredmény    | Ellenfél Eredmény | Ellenfél Eredmény | Ellenfél Eredmény | Helyezés |
| --------------- | ----------- | ------------------------------ | ------------------------------------- | ----------------- | ----------------- | ----------------- | ----------------- | --------------------- | -------------------- | ----------------- | ----------------- | ----------------- | -------- |
| Patrick Matangi | Váltósúly   | Sekou Camara (GUI) · 0010-0000 | Ezequiel Paraguassu (BRA) · 0000-1000 | kiesett           | kiesett           | kiesett           |                   |                       |                      |                   |                   |                   | 22.      |

Női
| Versenyző           | Versenyszám | Selejtező                          | Nyolcaddöntő      | Negyeddöntő       | Elődöntő          | Vigaszág nyolcaddöntő            | Vigaszág negyeddöntő | Vigaszág elődöntő | Bronz- mérkőzés   | Döntő             | Helyezés |
| Versenyző           | Versenyszám | Ellenfél Eredmény                  | Ellenfél Eredmény | Ellenfél Eredmény | Ellenfél Eredmény | Ellenfél Eredmény                | Ellenfél Eredmény    | Ellenfél Eredmény | Ellenfél Eredmény | Ellenfél Eredmény | Helyezés |
| ------------------- | ----------- | ---------------------------------- | ----------------- | ----------------- | ----------------- | -------------------------------- | -------------------- | ----------------- | ----------------- | ----------------- | -------- |
| Debbie Warren-Jeans | Váltósúly   | Cathérine Fleury (FRA) · 0000-1000 |                   |                   |                   | Ileana Beltran (CUB) · 0000-0100 | kiesett              | kiesett           | kiesett           |                   | 13.      |

## Evezés
Női
| Versenyző                              | Versenyszám              | Előfutam | Előfutam | Vigaszág | Vigaszág | Elődöntő | Elődöntő | Elődöntő | Döntő | Döntő   | Döntő | Helyezés |
| Versenyző                              | Versenyszám              | Idő      | Hely.    | Idő      | Hely.    | Típus    | Idő      | Hely.    | Típus | Idő     | Hely. | Helyezés |
| -------------------------------------- | ------------------------ | -------- | -------- | -------- | -------- | -------- | -------- | -------- | ----- | ------- | ----- | -------- |
| Margaret Gibson Susanne Standish-White | Kormányos nélküli kettes | 8:24,16  | 4.       | 8:07,93  | 3.       | A/B      | 8:04,73  | 6.       | B     | 7:56,10 | 6.    | 12.      |

## Műugrás
Férfi
| Versenyző    | Versenyszám    | Elődöntő | Elődöntő | Döntő   | Döntő    |
| Versenyző    | Versenyszám    | Pont     | Helyezés | Pont    | Helyezés |
| ------------ | -------------- | -------- | -------- | ------- | -------- |
| Evan Stewart | Egyéni műugrás | 345,87   | 20.      | kiesett | kiesett  |

Női
| Versenyző       | Versenyszám    | Elődöntő | Elődöntő | Döntő   | Döntő    |
| Versenyző       | Versenyszám    | Pont     | Helyezés | Pont    | Helyezés |
| --------------- | -------------- | -------- | -------- | ------- | -------- |
| Tracy Cox-Smyth | Egyéni műugrás | 277,95   | 13.      | kiesett | kiesett  |

## Tenisz
Női
| Versenyző                 | Versenyszám | 32-es főtábla                                                               | Nyolcaddöntő      | Negyeddöntő       | Elődöntő          | Döntő             | Helyezés |
| Versenyző                 | Versenyszám | Ellenfél Eredmény                                                           | Ellenfél Eredmény | Ellenfél Eredmény | Ellenfél Eredmény | Ellenfél Eredmény | Helyezés |
| ------------------------- | ----------- | --------------------------------------------------------------------------- | ----------------- | ----------------- | ----------------- | ----------------- | -------- |
| Sally McDonald Julia Muir | Páros       | Dél-afrikai Köztársaság (RSA) · Mariaan de Swardt · Elna Reinach · 0-6, 3-6 | kiesett           | kiesett           | kiesett           | kiesett           | 17.      |

## Úszás
Férfi
| Versenyző        | Versenyszám    | Előfutam | Előfutam | Előfutam | Döntő   | Döntő   | Döntő   | Helyezés |
| Versenyző        | Versenyszám    | Idő      | Hely.    | Össz.    | Típus   | Idő     | Hely.   | Helyezés |
| ---------------- | -------------- | -------- | -------- | -------- | ------- | ------- | ------- | -------- |
| Ivor Le Roux     | 50 m gyors     | 24,32    | 1.       | 46.      | kiesett | kiesett | kiesett | kiesett  |
| Ivor Le Roux     | 200 m gyors    | 1:56,17  | 6.       | 38.      | kiesett | kiesett | kiesett | kiesett  |
| Ivor Le Roux     | 100 m gyors    | 52,92    | 5.       | 46.      | kiesett | kiesett | kiesett | kiesett  |
| Rhoderick McGown | 100 m gyors    | 53,65    | 2.       | 54.      | kiesett | kiesett | kiesett | kiesett  |
| Rhoderick McGown | 50 m gyors     | 24,75    | 4.       | 51.      | kiesett | kiesett | kiesett | kiesett  |
| Rhoderick McGown | 100 m pillangó | kizárták | kizárták | kizárták | kiesett | kiesett | kiesett | kiesett  |

Női
| Versenyző     | Versenyszám | Előfutam | Előfutam | Előfutam | Döntő   | Döntő   | Döntő   | Helyezés |
| Versenyző     | Versenyszám | Idő      | Hely.    | Össz.    | Típus   | Idő     | Hely.   | Helyezés |
| ------------- | ----------- | -------- | -------- | -------- | ------- | ------- | ------- | -------- |
| Storme Moodie | 100 m hát   | 1:07,60  | 4.       | 43.      | kiesett | kiesett | kiesett | kiesett  |
| Storme Moodie | 200 m hát   | 2:23,26  | 3.       | 39.      | kiesett | kiesett | kiesett | kiesett  |
| Sarah Murphy  | 200 m hát   | 2:24,58  | 4.       | 40.      | kiesett | kiesett | kiesett | kiesett  |
| Sarah Murphy  | 100 m hát   | 1:07,47  | 3.       | 42.      | kiesett | kiesett | kiesett | kiesett  |